# Český Těšín
Český Těšín (németül: Teschen, lengyelül: Czeski Cieszyn, magyarul: Tessény) kisváros Csehországban, a Morva-sziléziai kerületben.

## Fekvése
A cseh-lengyel határon fekvő település. Lengyelországhoz tartozó része Cieszyn.

## Története

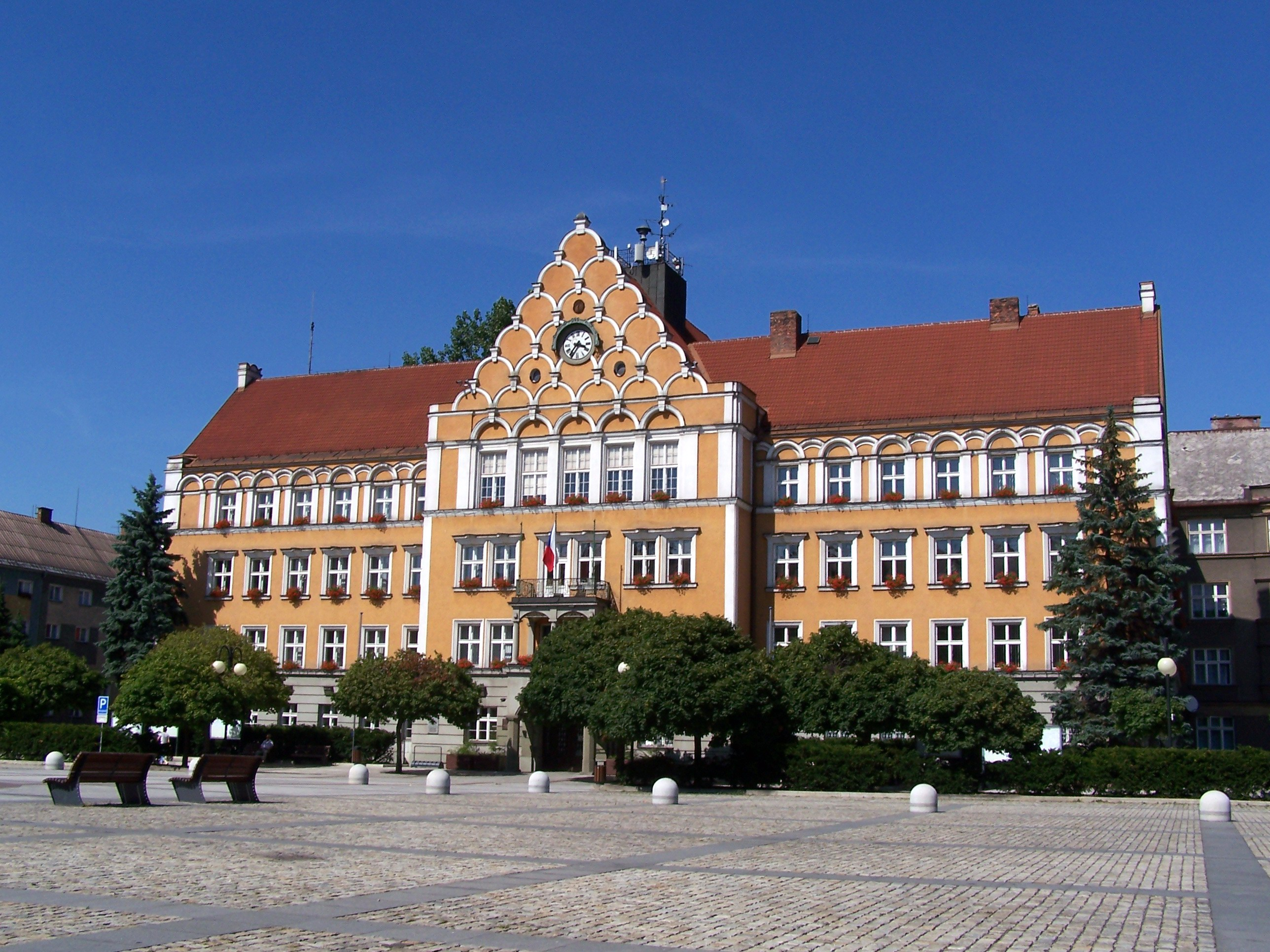
A városháza

Český Těšín 1920-ban jött létre az első világháborút követő békeszerződések eredményeképpen, mivel az egykori Tescheni Hercegség területét felosztották Csehszlovákia és Lengyelország között. Teschen várost kettéosztották, a határfolyó lengyel oldalán fekvő rész a Cieszyn és a cseh oldali rész a Český Těšín (Cseh Teschen) nevet kapta. A két várost az Olše folyó választja ketté. 1938-ban a müncheni egyezmény alapján Lengyelország megkapta Český Těšín városát és a környező vidéket. A határt a második világháború után visszaállították.
A város híres volt nemzeti és kulturális sokféleségéről, főképpen német, lengyel, és zsidó közösségek éltek itt, de az Osztrák–Magyar Monarchia idején kisebb magyar közösség is élt a városban.
Český Těšín legrégibb épülete az 1848-ban épült empire stílusú kápolna a temető közelében. A neogótikus Jézus Szíve római katolikus templomot 1894-ben  Ludwig Satzky bécsi építész építette.

## Nevezetességek
- A Jézus Szíve katolikus templom 1894-ben épült.
- Kápolna 1848-ban épült.

## Népesség
A település népessége az elmúlt években az alábbi módon változott:
| Lakosok száma | 5423 | 8492 | 8068 | 12 985 | 23 389 | 26 429 | 24 650 | 24 438 | 23 468 | 23 282 |
|               | 1869 | 1890 | 1921 | 1950   | 1980   | 2001   | 2017   | 2019   | 2022   | 2024   |